# Tounkita
La tounkita és un mineral de la classe dels silicats, que pertany al grup de la cancrinita. Rep el nom de la vall de Tounka, a Rússia, una de les seves dues localitats tipus.

## Característiques
La tounkita és un silicat de fórmula química (Na,Ca,K)₈(Al₆Si₆O24)(SO₄)₂Cl·H₂O. Va ser aprovada com a espècie vàlida per l'Associació Mineralògica Internacional l'any 1990. Cristal·litza en el sistema hexagonal. La seva duresa a l'escala de Mohs es troba entre 5 i 5,5.
Segons la classificació de Nickel-Strunz, la tounkita pertany a «09.FB - Tectosilicats sense H₂O zeolítica amb anions addicionals» juntament amb els següents minerals: afghanita, bystrita, cancrinita, cancrisilita, davyna, franzinita, giuseppettita, hidroxicancrinita, liottita, microsommita, pitiglianoïta, quadridavyna, sacrofanita, vishnevita, marinellita, farneseïta, alloriïta, fantappieïta, cianoxalita, balliranoïta, carbobystrita, depmeierita, kircherita, bicchulita, danalita, genthelvita, haüyna, helvina, kamaishilita, lazurita, noseana, sodalita, tsaregorodtsevita, tugtupita, marialita, meionita i silvialita.

## Formació i jaciments
Va ser descrita amb exemplars provinents de dos indrets: els dipòsits de latzurita de Malo-Bystrinskoe i Tultui, tots dos a l'àrea del llac Baikal, a l'óblast d'Irkutsk (Rússia). Aquests dos indrets són els únics de tot el planeta on ha estat descrita aquesta espècie mineral.